# Lygrus rugosiscapus
Lygrus rugosiscapus är en skalbaggsart som beskrevs av Karl Adlbauer 2005. Lygrus rugosiscapus ingår i släktet Lygrus och familjen långhorningar. Inga underarter finns listade i Catalogue of Life.